# Nyctibatrachus sanctipalustris
Nyctibatrachus sanctipalustris é uma espécie de anfíbio da família Ranidae.
É endémica da Índia.
Os seus habitats naturais são: regiões subtropicais ou tropicais húmidas de alta altitude e pântanos.
Está ameaçada por perda de habitat.